# Квалификације за Конкакафов Златни куп у фудбалу за жене 2000.
Квалификације за Конкакафов Златни куп у фудбалу за жене 2000. је било прво издање (5. ако је укључено и фудбалски шампионат Конкакафа за жене) Конкакафовог Златног купа у фудбалу за жене. Шампионат се одржао у Сједињеним Државама. Фудбалска репрезентација Сједињених Држава освојила је турнир. Бразил и Кина су позвани као учесници. 
За учешће у шампионату играле су се квалификације Централноамеричког фудбалског савеза (УНКАФ) преко које су се Костарика и Гватемала придружиле веж квалификованим репрезентацијама САД, Канади, Тринидаду и Тобагу и гостима Бразилу и Кини.  Квалификације су се одиграле у Гватемали од 6. до 12. јуна 1999. године.

## УНКАФ квалификације
| Екипа     | Бод | Ута | Поб | Нер | изг | ГД | ГП | ГР  |
| --------- | --- | --- | --- | --- | --- | -- | -- | --- |
| Костарика | 7   | 3   | 2   | 1   | 0   | 24 | 5  | +19 |
| Гватемала | 7   | 3   | 2   | 1   | 0   | 16 | 4  | +12 |
| Никарагва | 3   | 3   | 1   | 0   | 2   | 4  | 16 | −12 |
| Хондурас  | 0   | 3   | 0   | 0   | 3   | 2  | 21 | −19 |

| Костарика | 8 : 1 | Никарагва |
| --------- | ----- | --------- |
|           |       |           |

| Гватемала | 6 : 0 | Хондурас |
| --------- | ----- | -------- |
|           |       |          |

| Хондурас | 2 : 3 | Никарагва |
| -------- | ----- | --------- |
|          |       |           |

| Гватемала | 4 : 4 | Костарика |
| --------- | ----- | --------- |
|           |       |           |

| Костарика | 12 : 0 | Хондурас |
| --------- | ------ | -------- |
|           |        |          |

| Гватемала | 6 : 0 | Никарагва |
| --------- | ----- | --------- |
|           |       |           |

### Утакмица за треће место
| Никарагва | 5 : 4 | Хондурас |
| --------- | ----- | -------- |
|           |       |          |

### финале
| Гватемала | 2 : 0 | Костарика |
| --------- | ----- | --------- |
|           |       |           |

Гватемала и Костарика су се квалификовале за Конкакафов Златни куп у фудбалу за жене 2000.